# Ectropis griseoalbata
Ectropis griseoalbata är en fjärilsart som beskrevs av Paul Mabille 1893. Ectropis griseoalbata ingår i släktet Ectropis och familjen mätare. Inga underarter finns listade i Catalogue of Life.